# Moje serce bije po indyjsku
Moje serce bije po indyjsku (oryg. Phir Bhi Dil Hai Hindustani) – indyjski komediodramat z 2000 roku w reżyserii Aziza Mirzy. Film, w którym romantyczna komedia miesza się z poważnym dramatem społecznym z akcentami krytycznego patriotyzmu i satyrą ukazującą media żerujące na ludzkim dramacie. W rolach głównych jeden z najsławniejszych aktorów indyjskich Shah Rukh Khan i Juhi Chawla. Oboje wraz z reżyserem są producentami filmu.

## Fabuła
Arogancki, ekscentryczny, rozpieszczony przez kobiety, sławny reporter Tv Ajay Bakshi (Shah Rukh Khan) spotyka godną siebie rywalkę w pięknej i też spragnionej popularności Rii (Juhi Chawla). Ich zawodowej rywalizacji towarzyszy rosnące zainteresowanie sobą. Szukając dobrze sprzedającej się sensacji, natrafiają na dramat ludzki. Mężczyzna, który podczas wiecu wyborczego zastrzelił polityka staje się poszukiwanym za terroryzm przestępcą. Ajay i Ria spotkawszy go, dowiadują się, że za dokonaną przez niego zbrodnią stała osobista krzywda. Joshi (Paresh Rawal) zabił, mszcząc się za krzywdę córki. Pewny swej bezkarności polityk zgwałcił młodą dziewczynę zaproszoną na rozmowę kwalifikacyjną. Przybita wstydem zmarła wkrótce potem. Zrozpaczony ojciec, uznany za terrorystę staje się sensacją mediów. Jego egzekucja ma być pokazana w telewizji na żywo. Dotychczas goniący tylko za pieniędzmi i sławą Ajay i Ria odkrywają w sobie naturę prawdziwych dziennikarzy. Starają się opinii publicznej przedstawić prawdę o dramacie ludzkim i o nadużyciach wśród polityków.

## Obsada
- Shah Rukh Khan: Ajay Bakshi
- Juhi Chawla: Ria Bannerjee
- Paresh Rawal: Mohan Joshi
- Bharat Kapoor: M. K. Sharma
- Shakti Kapoor: Ramakant Dua
- Johnny Lever: Pappu Junior
- Govind Namdeo: Chief Minister Mushran
- Mahavir Shah: Maganlal Gupta
- i inni

## Piosenki
1. „Vande Mataram” – Shankar Mahadevan
2. „Kuch To Bata” – Abhijeet i Alka Yagnik
3. „Aur Kya” – Abhijeet i Alka Yagnik
4. „Aao Na, Aao Na” – Jatin Pandit (kompozytor muzyki)
5. „I'm The Best” – Jaspinder Naruk
6. „Phir Bhi Dil Hai Hindustani” – Udit Narayan
7. „Banke Tera Jogi” – Sonu Nigam i Alka Yagnik

## Nagrody i nominacje
1. Nagroda Internationale Indian Film Academy (IIFA) 2001:

- za efekty specjalne
- Johnny Lever – nominacja za najlepszą rolę komiczną

1. Nagroda Filmfare

- Johnny Lever – nominacja za najlepszą rolę komiczną

1. Nagroda Sreen

- Johnny Lever – nominacja za najlepszą rolę komiczną